# Sven Paris
Sven Paris (* 17. Dezember 1980 in Frosinone, Italien) ist ein ehemaliger italienischer Boxer und Teilnehmer der Olympischen Spiele 2000 im Halbweltergewicht.

## Amateurkarriere
Im Oktober 1999 gewann er das Tammer-Turnier in Finnland und besiegte dabei unter anderem Xavier Noël, Nurhan Süleymanoğlu und Mihály Kótai. Er qualifizierte sich damit für die Europameisterschaften 2000 in Finnland, wo er im Achtelfinale gegen Dimitar Schtiljanow ausschied.
Im April 2000 erreichte er bei der europäischen Olympiaqualifikation in Italien den zweiten Platz, wobei er unter anderem Willy Blain schlagen konnte. Im Finalkampf verlor er nur knapp mit 2:2+ gegen den amtierenden Europameister Alexander Leonow und qualifizierte sich somit für die Olympischen Spiele 2000 in Sydney. Dort besiegte er Pongsak Rientuanthong und Kay Huste, ehe er im Viertelfinale gegen Mohamed Allalou auf Platz 7 ausschied.
2001 wurde er noch Italienischer Meister im Weltergewicht und verlor bei den Mittelmeerspielen 2001 gegen Geard Ajetović.

## Profikarriere
Sven Paris gewann sein Profidebüt im April 2002. Er wurde unter anderem von Patrizio Oliva trainiert, wurde im September 2003 Mittelmeer-Meister der IBF, im Mai 2004 Jugend-Weltmeister der IBF, im Oktober 2004 Italienischer Meister und im Dezember 2004 Interkontinentaler Meister der WBA. Alle Erfolge erzielte er im Weltergewicht. Im September 2006 wurde er zudem Italienischer Meister im Halbmittelgewicht.
2009 verlor er zweimal vorzeitig gegen Krzysztof Bienias beim Kampf um die Interkontinentale Meisterschaft der WBO im Weltergewicht. Im April 2012 verlor er zudem vorzeitig gegen Adonisio Reges beim Kampf um die Internationale Meisterschaft der WBA im Weltergewicht und beendete daraufhin seine Karriere.
Am 28. Januar 2017 bestritt er einen letzten Kampf und siegte nach Punkten gegen Gergo Vari.